# The Genius of Charles Darwin
The Genius of Charles Darwin (em português, O génio de Charles Darwin) é um documentário televisivo em três partes, escrito e apresentado pelo biólogo evolutivo Richard Dawkins.
Foi exibido pela primeira vez em Agosto de 2008 no Channel 4 britânico. Ganhou o prémio de melhor série documental da televisão (Best TV Documentary Series) 2008 nos British Broadcast Awards em Janeiro de 2009.

## Primeira parte: Life, Darwin & Everything (Vida, Darwin e Tudo)
No primeiro episódio, Richard Dawkins explica o mecanismo básico da selecção natural, e conta a história de como Charles Darwin desenvolveu a teoria.
Ele ensina uma turma do year 11 (equivalente ao 10º ano em Portugal) sobre evolução, que muitos estudantes estão relutantes em aceitar. Leva-os depois à Jurassic Coast, em Dorset, à procura de fósseis, na esperança que os alunos possam descobrir as evidências por eles mesmos.
Dawkins visita Nairobi, onde entrevista uma prostituta que parece ter imunidade genética ao HIV, e fala com o microbiólogo Larry Gelmon. No seguimento, prevê que a imunidade genética ao HIV é uma característica que se tornará mais prevalente na comunidade com o passar do tempo.

## Segunda parte: The Fifth Ape (O quinto macaco)
No segundo episódio, Richard Dawkins lida com algumas das ramificações filosóficas e sociais da teoria da evolução.
Dawkins começa no Quénia, a falar com o paleontólogo Richard Leakey. Visita depois Christ is the Answer Ministries, a maior igreja Pentecostal do Quénia, para entrevistar o bispo Bonifes Adoyo. Adoyo liderou o movimento para pressionar o Museu Nacional do Quénia a colocar em segundo plano a sua colecção de ossos de hominídeos apontando a evolução do homem de macaco  a humano. A colecção inclui o Rapaz de Turkana descoberto por Kamoya Kimey, um membro de uma equipada liderada por Richard Leakey em 1984.
Dawkins discute darwinismo social e eugenia, explicando que estas não são versões de selecção natural, e que "Darwin tem sido incorrectamente manchado".
Encontra-se depois com o psicólogo evolutico Steven Pinker para discutir como moralidade pode ser compatível com selecção natural. Continua explicando selecção sexual, usando pavões como exemplo. Para perceber se selecção sexual tem algum papel para o altruísmo e bondade entre humanos, visita mulheres que estão à procura de dadores de esperma, assim como um gestor de um banco de esperma. Dawkins explica também selecção de parentesco e genes egoístas.

## Terceira parte: God Strikes Back (Deus Riposta)
No terceiro e último episódio, Dawkins explica porque a teoria de Darwin é uma das ideias mais controversa da história.